# Eye Candy (série télévisée)
Eye Candy est une série télévisée américaine en dix épisodes de 41 minutes, développée par Christian Taylor d'après le roman du même nom de R. L. Stine et diffusée entre le 12 janvier et le 16 mars 2015 sur MTV.
Cette série est inédite dans tous les pays francophones.

## Synopsis
Alors qu'elle est en voiture à la borne d'un fast-food, Lindy Sampson assiste impuissante à l'enlèvement de sa petite sœur. Trois ans plus tard, Lindy se sert de ses talents de hacker pour aider les gens dont l'un des proches est porté disparu, tout en essayant de retrouver sa sœur. À la suggestion de sa meilleure amie, Lindy s'inscrit sur une application de rencontres, "Flirtual", mais très vite l'un de ses prétendants anonymes commence à lui envoyer des messages étranges voire menaçants et à l’observer. Parallèlement, la police de New York se met à enquêter sur un tueur en série qui sévirait via "Flirtual".

## Distribution

### Acteurs principaux
- Victoria Justice : Lindy Sampson
- Casey Deidrick (en) : Détective Tommy Calligan
- Kiersey Clemons : Sophia Preston
- John Garet Stoker : Connor North
- Harvey Guillén : George Reyes

### Acteurs récurrents
- Marcus Callender : Détective Marco Yeager (10 épisodes)
- Scott Whyte (en) : Voix du tueur (9 épisodes)
- Ryan Cooper : Jake Bolin (7 épisodes)
- Melanie Nicholls-King (en) : Sergent Catherine Shaw (6 épisodes)
- Theodora Woolley : Tessa Duran (4 épisodes)

### Invités
- Nils Lawton : Reiss (épisodes 1 à 3)
- Jordyn DiNatale : Sara Sampson, la sœur de Lindy (épisodes 1, 3 et 10)
- Anne Horak : Emily (épisodes 1 et 2)
- Erica Sweany : Julia Becker (épisodes 1 et 3)
- Daniel Lissing : Ben Miller (épisodes 1 et 8)
- Teddy Coluca (épisode 1)
- Rachel Kenney : détective Pascal (épisodes 3, 5 et 7)
- Eric Sheffer Stevens (en) : Hamish Stone (épisodes 3, 5 et 9)
- Ariane Rinehart (en) : Jessica (épisode 4)
- Jessica Sula (épisode 4)
- Peter Mark Kendall : Bubonic / Charlie (épisodes 5 et 8)
- Josh Berresford (pl) : Johnny (épisode 5)
- Elizabeth Alderfer (en) : Dr Vivian Wells (épisode 6)
- Erin Wilhelmi (en) : Erika (épisode 6)
- Christian Coulson (épisode 6)
- Thomas Kopache (en) : Mick Ferguson (épisodes 9 et 10)

## Développement

### Production
Le 12 septembre 2013, MTV annonce avoir commandé un pilote pour une nouvelle série adaptée du roman Eye Candy de R. L. Stine notamment connu pour sa série de romans d'horreurs pour enfants, Chair de poule. Le premier pilote, qui ne sera jamais diffusé, est réalisé par Catherine Hardwicke avec Victoria Justice, Nico Tortorella (Tommy), Harvey Guillen (Juan), Justin Martin (Tyrone), Lilan Bowden (en) (Page) et Olesya Rulin (Ann-Marie Halliday).
Le 11 février 2014, la chaîne annonce avoir commandé une première saison de dix épisodes et qu'un nouveau pilote serait tourné avec une distribution complètement modifiée à l'exception de Victoria Justice et Harvey Guillen, ainsi qu'un nouveau showrunner, Christian Taylor.
En septembre 2014, la production dévoile la nouvelle distribution, soit Casey Deidrick (en) (Days of Our Lives), John Garet Stoker et Kiersey Clemons (Austin & Ally).
Le 18 avril 2015, Victoria Justice annonce l'annulation de la série après une saison de dix épisodes en raison des audiences décevantes.

### Tournage
Le tournage de la série a commencé le 15 septembre 2014 à Brooklyn, New York.

### Fiche technique
- Titre original : Eye Candy
- Développement : Christian Taylor
- Scénario : d'après le roman Eye Candy de R. L. Stine
- Direction artistique : John Duhigg Cox
- Décors : Rich Murray
- Costumes : Elisabeth Vastola
- Musique : Dino Meneghin
- Production : David Bausch, Matthew Carpenter et John Skidmore
- Producteurs exécutif : Christian Taylor, Jason Blum, Yvonne Bernard, Beth Elise Hawk et Tony Hernandez
- Sociétés de production : Blumhouse Productions, Jax Media et MTV Production Development
- Sociétés de distribution : 
  -  États-Unis : MTV Networks (télévision)
- Pays d'origine :  États-Unis
- Langue originale : anglais
- Format : couleur - 16:9 HD - Stéréo
- Genre : Série dramatique, thriller et policière
- Durée : 41 minutes

 Sauf indication contraire, les informations mentionnées dans cette section peuvent être confirmées par la base de données cinématographiques IMDb,  présente dans la section « Liens externes ».

## Épisodes
| № | Titre | Réalisation          | Scénario                         | Première diffusion | Audience |
| --- | ----- | -------------------- | -------------------------------- | ------------------ | -------- |
| 1 | K3U   | Russell Mulcahy      | Christian Taylor et Emmy Grinwis | 12 janvier 2015    | 589 000  |
| Lindy Sampson, assiste impuissante à l'enlèvement de sa petite sœur. Trois ans plus tard, elle se sert de ses talents de hackeur et de sa facilité à trouver des secrets sur internet pour aider les gens dont l'un des proches est porté disparus. Lors d'une sortie en boite de nuit, sa meilleure amie l'inscrit sur une application de rencontres, Flirtual. Tout au long de la soirée, Lindy va rencontrer de nombreux prétendants mais à la sortie de la boite, l'un de ses prétendants anonyme commence à lui envoyer des messages étranges voire menaçants et à l’observer. Pendant ce temps, un tueur en série sévit dans tout New York.                            |       |                      |                                  |                    |          |
| 2 | BRB   | Russell Mulcahy      | Christian Taylor                 | 19 janvier 2015    | 626 000  |
| Le tueur agresse une femme en l'aspergeant d'acide au visage. Lindy est déterminée à trouver le tueur de Ben mais la police de New York désire qu'elle reste en dehors de l’enquête. Mais Lindy réussi à trouver des indices qui prouvent que l'un de ses prétendants, Reiss, est le tueur. Le sergent Catherine Shaw accepte donc que Lindy aide la police à enquêter sur ce dernier. |       |                      |                                  |                    |          |
| 3 | HBTU  | Scott Speer          | Meredith Glynn                   | 26 janvier 2015    | 521 000  |
| Lindy et Tommy trouvent des dents appartenant à Julia Becker dans l'appartement de Reiss qui est toujours porté disparu. Connor révèle des informations confidentiels sur les meurtres via le site pour lequel il travaille. Lindy reçoit une lettre anonyme du tueur avec un collage d'une photo d'elle et sa sœur mélangée avec des morceaux de photos de scènes de crimes. Sophia organise une fête d'anniversaire surprise pour Lindy mais la soirée tourne mal. |       |                      |                                  |                    |          |
| 4 | YOLO  | Scott Speer          | Deanna Kizis                     | 2 février 2015     | 604 000  |
| Un groupe de jeunes organise une soirée dans un bus mais le lendemain matin, Max l'un des jeunes, se réveille seul dans le bus abandonné. Lindy décide d'aider la police en piratant les comptes des disparus sur les réseaux sociaux. Au fur et à mesure de l'enquête, Lindy, Tommy et le reste de l'équipe vont découvrir des vidéos filmées lors de la soirée qui vont les aider à découvrir ce qui s'est réellement passé. |       |                      |                                  |                    |          |
| 5 | IRL   | Nathan Hope (en)     | Robert Port                      | 9 février 2015     | 619 000  |
| Le tueur assassine une jeune fille en lui coupant la langue en plein milieu d'un restaurant "dans le noir". Hamish décide d'organiser une soirée pour montrer au tueur que personne n'a peur de lui, Sophia accepte de l'organiser dans son club pour que la police puisse surveiller et enquêter sur le tueur qui pourrait y participer mais la soirée est interrompue par un homme qui prend le contrôle des écrans du club et qui défie les invités pour de l'argent. Alors que les invités pensent que c'est un jeu, Lindy et son équipe pensent que c'est un coup du tueur. Tommy se retrouve piégé par Bubonic, un hackeur que la police a déjà affronté par le passé. |       |                      |                                  |                    |          |
| 6 | ICU   | Nathan Hope          | Emmy Grinwis                     | 16 février 2015    | 707 000  |
| À la suite de l'attaque d'une équipe médicale en plein milieu d'une opération du cerveau, Tommy demande à Lindy d'entrer dans le système informatique d'un hôpital pour vérifier si l'établissement n'est pas victime de l'attaque d'un hacker. |       |                      |                                  |                    |          |
| 7 | SOS   | David Platt (en)     | Adam Lash et Cori Uchida         | 23 février 2015    | 601 000  |
| Nick, un ami de Jake, se réveille dans la chambre de l'appartement qu'il a loué et se rend compte qu'il a été fouetté jusqu'au sang dans la nuit pendant que sa petite amie dormait profondément. Jake demande à Lindy d'aider Nick. En enquêtant, elle va se rendre compte que l'appartement est filmé par un site de voyeurisme qui propose à ses clients d'observer mais aussi de réaliser leurs fantasmes les plus pervers avec le locataire complètement inconscient. |       |                      |                                  |                    |          |
| 8 | AMA   | David Platt          | Meredith Glynn                   | 2 mars 2015        | 579 000  |
| L'équipe des Cyber-crimes commence à enquêter sur Babylon, un portail qui héberge plusieurs sites illégaux. Lindy trouve des informations sur Ben et Tommy qu'elle ignorait ainsi qu'une mystérieuse photo de sa sœur. Le comportement étrange de Tessa inquiète de plus en plus Sophia. |       |                      |                                  |                    |          |
| 9 | FYOE  | Martha Mitchell (en) | Emmy Grinwis                     | 9 mars 2015        | 525 000  |
| Le corps sans vie de Oliver est retrouvé dans le sous-sol du club. Catherine Shaw met Lindy en contact avec sa nièce, une rescapée du kidnappeur de Sara, avant de se faire attaquer par le tueur à son domicile. Sophia tente de découvrir pourquoi Tessa met sa vie en danger. Lindy et Jake décident d'aller sur une île exhumer illégalement un corps qui pourrait être celui de Sara. Tommy demande à Connor de l'aider à infiltrer le bureau d'Hamish dont la maison d’édition possède Babylon. |       |                      |                                  |                    |          |
| 10 | A4U   | Martha Mitchell      | Christian Taylor                 | 16 mars 2015       | 541 000  |
| Lindy découvre que Jake est le tueur. Ce dernier a enlevé Sophia et tente de faire revivre à Lindy le kidnapping de sa sœur. Tommy et Connor trouvent le corps de Tessa dans l'appartement de Sophia. Ils contactent George pour les aider à retrouver Jake et les filles. |       |                      |                                  |                    |          |

## Différences avec le roman
La série prend beaucoup de liberté avec le roman dont elle est adaptée :
- Dans le roman, Lindy est blonde et plus âgée que dans la série. Elle est aussi beaucoup plus vulnérable dans le roman, en effet dedans elle est seulement une fille simple mais extrêmement attirante à la vie ordinaire. Elle n'est pas non plus hacker.
- Sophia n'existe pas dans le roman, les meilleures amies de Lindy sont Luisa et Ann-Marie. Elles ne sont pas responsable d'un boîte de nuit comme Sophia dans la série.
- Le roman datant de 2004, les meilleures amies de Lindy postent des annonces de rencontres sur internet alors que dans la série, Sophia passe par une application sur smartphone.
- Ben est mort au début du roman, alors que dans la série il est en vie.
- Dans le roman, l’élément tragique qui hante Lindy dès le début de l'histoire est la mort de Ben, alors que dans la série c'est l'enlèvement de sa sœur, élément qui n'existe pas dans le roman.
- L'identité et le motif du tueur sont complètement différents dans le roman.

## Accueil
Le série a reçu des critiques positives sur le site agrégateur de critiques Rotten Tomatoes, recueillant 78 % de critiques positives, avec une note moyenne de 5,6/10 et sur la base de neuf critiques collectées. Sur Metacritic, elle a reçu des critiques mitigées, avec un score de 54/100 sur la base de 5 critiques collectées.